# ヴィセンテ・ブラガ
ヴィセンテ・エミリオ・ブラガ（Vicente Emilio Braga、1840年3月 - 1911年3月21日）は、明治時代にお雇い外国人として来日したポルトガルの教育者である。

## 経歴・人物
アヘン戦争の発生直前の香港に生まれ、同地の英国造幣局及び政庁秘書局を務めた。
1870年（明治3年）日本政府の招きにより弟と共に来日した。ブラガと同じく香港英国造幣局で勤務経験のあるトーマス・ウィリアム・キンダーの部下となり、大阪の造幣寮（現在の造幣局）で勘定役に就き勤務した。同時期に複式簿記を教え日本初の簿記法が成定された。
1875年（明治8年）に解任され大蔵省へ転勤した。1878年（明治11年）に任期満了となるまでそこで官庁における簿記法を講義し、日本における簿記改革に大きく貢献した。退職後は弟と共に簿記学校を設立し、簿記の教鞭を執った。さらに1887年（明治20年）には大阪・神戸駐在ポルトガル領事館の副領事に就任し、日本とポルトガルの国際関係を向上させた。1900年（明治33年）に次女の都合で離日し、上海に移住した。1911年同地で死去した。